# Charisma (film)
Charisma (カリスマ, Karisuma) è un film del 1999 scritto e diretto da Kiyoshi Kurosawa.
Kurosawa scrisse la sceneggiatura del film nei primi anni 90, ma accantonò il progetto fino al 1999.
Il film è stato interpretato come una lettura in chiave allegorica della società giapponese.

## Trama
Yabuike è un detective di polizia, esperto nella negoziazione degli ostaggi. Egli decide di abbandonare lavoro e casa dopo che, a causa di una sua incertezza, un ostaggio era stato ucciso da un terrorista durante l'ultima sua missione. Il detective lascia la città per avventurarsi in una misteriosa foresta di montagna; qui scopre che la zona è abitata da alcuni strani individui che si contendono il possesso di un albero, chiamato Charisma. Alcuni di loro lo vogliono distruggere in quanto pensano che l'albero sia velenoso e che stia uccidendo tutti la vegetazione circostante, altri lo proteggono perché sicuri che in esso risieda l'anima della foresta. Chi di loro ha ragione? Yabuike, dapprima semplice spettatore, diviene lentamente la figura centrale della vicenda, il giudice della disputa, con il potere di decidere se salvare l'albero oppure distruggerlo.